# هنري دريسر أتكينسون
هنري دريسر أتكينسون (بالإنجليزية: Henry Dresser Atkinson)‏ هو كاهن أنجليكاني وعالم طيور أسترالي، ولد في 1841 في Selby ‏ في المملكة المتحدة، وتوفي في 26 يونيو 1921 في هوبارت في أستراليا.